# O Vampiro
O Vampiro (em inglês: The Vampyre) é uma obra de ficção de prosa curta escrita em 1819 por John William Polidori extraída da história que Lord Byron contou como parte de uma competição entre Polidori, Mary Shelley, e Percy Shelley. A mesma competição produziu o romance Frankenstein; ou, O Prometeu Moderno.
"O Vampiro" é muitas vezes visto como o progenitor do gênero vampiro romântico de ficção de fantasia. A obra é descrita por Christopher Frayling como "a primeira história de sucesso para fundir os elementos díspares de vampirismo em um gênero literário coerente".

## Personagens
- Lord Ruthven — um suave nobre britânico, o vampiro
- Aubrey — um jovem cavalheiro rico, órfão
- Ianthe — uma linda mulher grega que Aubrey encontra em suas viagens com Ruthven
- Irmã de Aubrey — que fica noiva do Conde de Marsden
- Conde de Marsden — O disfarce de Lord Ruthven ao cortejar a irmã de Aubrey

## Enredo
Aubrey conhece o misterioso Lord Ruthven em um evento social quando ele chega a Londres. Depois de conhecer Ruthven brevemente, Aubrey concorda em viajar pela Europa com ele. Aubrey lentamente percebe que Ruthven adora causar a ruína e a degradação de outras pessoas, e depois que Ruthven tenta seduzir a filha de um conhecido em comum perto de Roma, Aubrey vai embora enojado. Sozinho, Aubrey viaja para a Grécia, onde se apaixona pela filha de um estalajadeiro, Ianthe. Ela conta a ele sobre as lendas do vampiro, que são muito populares na região, e Aubrey reconhece que Ruthven se encaixa na descrição física.
Este romance dura pouco: Ianthe é morta, sua garganta é aberta por um agressor que fere Aubrey e deixa para trás uma adaga incomum. A cidade inteira acredita que seja obra de um vampiro malvado. Aubrey adoece, mas é encontrado e curado por Ruthven. Embora desconfiado do homem, Aubrey se sente grato a Ruthven e volta a acompanhá-lo em suas viagens. A dupla é atacada por bandidos na estrada e Ruthven é mortalmente ferido. Em seu leito de morte, Ruthven faz Aubrey jurar que não falará de Ruthven ou de sua morte por um ano e um dia, e assim que Aubrey concorda, Lord Ruthven morre de rir. Entre os pertences de Ruthven, Aubrey descobre uma bainha que corresponde à adaga encontrada no corpo de Ianthe.
Aubrey retorna a Londres e fica surpreso quando Ruthven aparece logo depois, vivo e bem. Ruthven lembra Aubrey de seu juramento e embora Aubrey queira alertar os outros sobre o caráter de Ruthven, ele se sente incapaz de quebrar seu juramento. Incapaz de proteger sua irmã de Ruthven, Aubrey tem um colapso nervoso. Ao se recuperar, Aubrey descobre que Ruthven herdou um condado e está noivo de sua irmã, e eles se casarão no dia em que seu juramento terminará. Incapaz de atrasar o casamento, Aubrey teve um derrame. Naquela noite, seu juramento expirou, Aubrey conta toda a história antes de morrer. Mas é tarde demais: Ruthven desapareceu, deixando sua nova esposa morta e sem sangue.

## Publicação

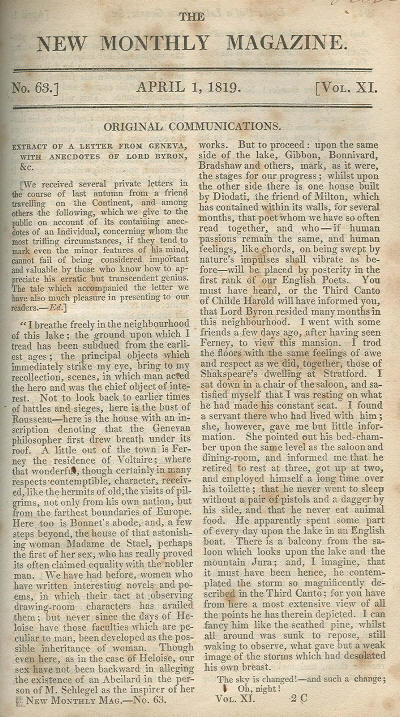
The New Monthly Magazine, 1 de abril de 1819.

"The Vampyre" foi publicado pela primeira vez em 1 de abril de 1819 por Henry Colburn na New Monthly Magazine com a falsa atribuição "A Tale by Lord Byron". O nome do protagonista da obra, "Lord Ruthven", somou-se a esta suposição, pois esse nome foi originalmente usado no romance Glenarvon de Lady Caroline Lamb (da mesma editora), no qual uma figura de Byron mal disfarçada foi chamado Clarence de Ruthven, Conde de Glenarvon. Apesar das repetidas negações de Byron e Polidori, a autoria muitas vezes não foi esclarecida. Na edição seguinte, datada de 1 de maio de 1819, Polidori escreveu uma carta ao editor explicando “que embora a base seja certamente de Lord Byron, seu desenvolvimento é meu”.
O conto foi publicado pela primeira vez em livro por Sherwood, Neely e Jones em Londres, Paternoster-Row, em 1819, em octavo, como The Vampyre; A Tale em 84 páginas. A anotação na capa dizia: "Entered at Stationers' Hall, March 27, 1819". Outra vez, o autor foi indicado como Lord Byron na página de rosto. Após o protesto de Polidori, impressões posteriores removeram o nome de Byron da página de título, mas não o substituíram pelo de Polidori.
A história foi um sucesso popular imediato, em parte por causa da atribuição de Byron e em parte porque explorou as predileções do público pelo terror gótico. Polidori transformou o vampiro de personagem do folclore na forma que é reconhecida hoje—um demônio aristocrático que ataca a alta sociedade. Devido a este aspecto influente, Jan Čapek argumentou que "os excessos de Ruthven na história de Polidori revelam que a paisagem da sociedade de classes moderna, cada vez mais capitalista, está carregada de ansiedade em relação ao poder contínuo da aristocracia, como se não fosse tocada pelas mudanças sociais na sequência da revolução industrial."
A história tem a sua gênese no verão de 1816, o Ano Sem Verão, quando a Europa e partes da América do Norte passaram por uma grave anomalia climática. Lord Byron e seu jovem médico John Polidori estavam hospedados na Villa Diodati, perto do Lago Genebra, e foram visitados por Percy Bysshe Shelley, Mary Shelley, e Claire Clairmont. Mantidos dentro de casa pela "chuva incessante" daquele "verão úmido e desagradável", durante três dias de junho, os cinco começaram a contar histórias fantásticas e depois escrever as suas próprias. Alimentada por histórias de fantasmas tais como Fantasmagoriana, Vathek de William Beckford e quantidades de láudano, Mary Shelley produziu o que se tornaria Frankenstein, ou O Prometeu Moderno. Polidori se inspirou em uma história fragmentária de Byron, "Fragment of a Novel" (1816), também conhecida como "A Fragment" e "The Burial: A Fragment", e em "duas ou três manhãs ociosas" produziu "O Vampiro". Enquanto a maioria dos estudiosos consideram a proximidade de Polidori com Byron um fator decisivo, Jan Čapek alerta contra uma leitura "Biromaníaca" do conto, argumentando que "tal infecção da discussão sobre Polidori com o germe da personalidade controversa de Byron é um tanto paradoxal, considerando que o debate resultante oscila em algum lugar entre a sensação de que a própria concepção de Polidori reflete seu próprio sentimento da dominação debilitante do gênio de Byron e a sensação de que Polidori tentou assumir o controle na defesa contra tal dominação e escreveu o conto em uma tentativa de satirizar os efeitos do poder de proximidade de Byron e afirmar o seu próprio valor."

## Influência
A obra de Polidori teve imenso impacto nas sensibilidades contemporâneas e teve inúmeras edições e traduções. Jan Čapek argumentou que:
"Quer Polidori tenha escrito 'The Vampyre' por despeito a Byron ou não, quer ele seja culpado de certa medida de plágio, ou mesmo pretendesse publicar a história ou não, o conto energiza uma série de figurações do vampiro no que é agora uma tradição de mais de dois séculos de ficção em prosa de vampiros. Não importa as ocasiões misteriosas ou as motivações ou intenções não reveladas, 'The Vampyre' de Polidori deve ser julgado pela sua forma de ficção vampírica, dando-lhe um verdadeiro começo que capturaria o período vitoriano tanto quanto o pânico dos vampiros capturou o período Iluminista e como tanto quanto mais tarde capturaria grande parte do século vinte sem que o interesse diminuísse nas primeiras décadas do século vinte e um. [...] John William Polidori liberta a figura do vampiro, em todo o seu poder aristocrático e privilegiado, retoricamente poderoso e sedutor, sexualmente potente e corruptor e, em qualquer caso, astuto e evasivo."
Essa influência se estendeu até a era atual, já que o texto é visto como "canônico" e – junto com Drácula de Bram Stoker e outros – é "frequentemente citado como fontes quase folclóricas sobre vampirismo". Uma adaptação apareceu em 1820 com o romance Lord Ruthwen ou les Vampires, de Cyprien Bérard, falsamente atribuído para Charles Nodier, que então escreveu sua própria versão dramática, Le Vampire, uma peça que teve enorme sucesso e provocou uma "mania de vampiros" em toda a Europa. Isto inclui adaptações operísticas de Heinrich Marschner (ver Der Vampyr) e Peter Josef von Lindpaintner (ver Der Vampyr), ambas publicadas no mesmo ano. Nikolai Gogol, Alexandre Dumas e Aleksey Tolstoy produziram contos de vampiros, e os temas do conto de Polidori continuariam a influenciar Drácula de Bram Stoker e, eventualmente, todo o gênero de vampiros. Dumas faz referência explícita para Lord Ruthven em O Conde de Monte Cristo, chegando a afirmar que sua personagem "A Condessa G..." havia conhecido pessoalmente Lord Ruthven.
Na série Anno Dracula de Kim Newman, Lord Ruthven é um personagem proeminente. No universo de Anno Drácula ele se torna uma figura proeminente na política britânica após a ascensão de Drácula ao poder. Ele é um primeiro-ministro conservador no período do primeiro romance e continua no poder ao longo do século XIX. Descrito como o "Grande Sobrevivente Político", a partir de 1991 sucede a Margaret Thatcher como Primeira-Ministra (em oposição a John Major).
Em 1819, The Black Vampyre, uma novela americana de Uriah D'Arcy, foi publicada, aproveitando a popularidade de The Vampyre.

## Adaptação cinematográfica
Em 2016, foi anunciado que o estúdio Britannia Pictures lançaria uma adaptação em longa-metragem de The Vampyre. A produção do filme estava programada para começar no final de 2018, com as filmagens ocorrendo no Reino Unido, Itália e Grécia. O filme seria dirigido por Rowan M. Ashe e tinha lançamento previsto para outubro de 2019.
As adaptações anteriores da história de Polidori incluem o filme de 1945, The Vampire's Ghost, estrelado por John Abbott como o personagem de Lord Ruthven, "Webb Fallon", com o cenário mudado da Inglaterra e Grécia para a África. Além disso, The Vampyr: A Soap Opera, baseado na ópera Der Vampyr de Heinrich Marschner e na história de Polidori, foi filmado e transmitido na BBC 2 em 2 de dezembro de 1992, com o nome do personagem Lord Ruthven alterado para "Ripley", que é congelado no final do século XVIII, mas revive nos tempos modernos e se torna um empresário de sucesso.

## Adaptações teatrais
Na Inglaterra, a peça de James Planché, The Vampire, or The Bride of the Isles, foi apresentada pela primeira vez em Londres em 1820, no Lyceum Theatre, baseada em Le Vampire, de Charles Nodier, que por sua vez foi baseado em Polidori. Tais melodramas foram satirizados em Ruddigore, de Gilbert e Sullivan (1887), na qual um personagem chamado Sir Ruthven deve sequestrar uma donzela ou morrerá.
Em 1988, o dramaturgo americano Tim Kelly criou uma adaptação de The Vampyre para o palco, popular entre teatros comunitários e clubes de teatro de escolas secundárias.